# Steinmeier-Formel
Die Steinmeier-Formel war ein Lösungsansatz für den Krieg im Donbas, der Vorschläge des ehemaligen Bundesaußenministers und späteren Bundespräsidenten Frank-Walter Steinmeier  beinhaltet und dazu dienen sollte, die ins Stocken geratene Umsetzung des Minsk-II-Abkommens wieder in Gang zu bringen. Die Steinmeier-Formel ist Grundlage des Dokuments, das im Oktober 2019 von den Konfliktparteien, u. a. dem neugewählten Präsidenten der Ukraine, Selenski, sowie der russischen Seite akzeptiert wurde. Das unmittelbare Ziel dieser Vereinbarung war es, die Verhandlungen im Normandie-Format wieder aufzunehmen. Das geschah am 9. Dezember 2019 durch ein Treffen der Präsidenten Frankreichs, Russlands und der Ukraine sowie der deutschen Bundeskanzlerin. „Beim Gipfel gab es auch ein Bekenntnis zur Steinmeier-Formel für einen Sonderstatus der ostukrainischen Regionen Luhansk und Donezk. Das war Putin besonders wichtig.“ Schon seit Jahren hatte Putin auf die Einbeziehung der Steinmeier-Formel in die Verhandlungen gedrängt.

## Inhalt und Kritik
Im Minsk II-Abkommen hatte es keine Reihenfolge der Umsetzungen der vereinbarten Maßnahmen gegeben. Die Steinmeier-Formel griff nur einen Aspekt des Abkommens heraus und beschrieb den zeitlichen Ablauf zu dessen Umsetzung:

„Es geht darin um die Frage der Reihenfolge zwischen Inkrafttreten eines Sonderstatusgesetzes für die nicht von der Regierung kontrollierten Gebiete der östlichen Regionen Luhansk und Donezk und der Durchführung von Wahlen. Die Formel sieht vor, dass das Sonderstatusgesetz vorläufig am Tag der Lokalwahlen in Kraft tritt und seine permanente Geltung nach positiver Beurteilung dieser Wahlen durch die Wahlbeobachtungsmission der OSZE erlangt.“

Während sowohl Vertreter Russlands wie auch diejenigen der nicht von der ukrainischen Regierung kontrollierten Gebiete in der Ostukraine die Vereinbarung begrüßten, wurde von ukrainischer Seite auf die Mängel dieser „Formel“ hingewiesen: Einerseits würde mit keinem Wort die Zukunft der Krim erwähnt. Zum anderen müssten vor einer Verknüpfung der Wahlen mit der Frage nach dem Sonderstatus gemäß Steinmeier-Formel erst einmal die anderen Punkte des Minsker Abkommens erfüllt werden. Die Steinmeier-Formel begünstige einseitig Russland, weil Eingriffe in die Verfassung der Ukraine (Durchführung von Wahlen, Sonderstatusgesetz) vorgenommen werden sollten, bevor Russland zum Abzug aller seiner Truppen aus den besetzten Gebieten gezwungen werde.
Als der deutsche Bundespräsident Steinmeier im April 2022 in die von russischen Truppen angegriffene Ukraine reisen wollte, wurde ihm aus Regierungskreisen in Kiew bedeutet, dass sein Besuch nicht willkommen sei. Man nimmt an, dass einer der Gründe für die Absage die Steinmeier-Formel gewesen sei.